# Didn't It Rain
Didn't It Rain är ett studioalbum av Songs: Ohia, utgivet 2002. Albumet kom att bli det sista albumet av Jason Molina under namnet Songs: Ohia.

## Låtlista
Alla låtar är skrivna av Jason Molina.
1. "Didn't It Rain" — 7:49
2. "Steve Albini's Blues" — 5:51
3. "Ring the Bell" — 6:11
4. "Cross the Road, Molina" — 6:00
5. "Blue Factory Flame" — 8:29
6. "Two Blue Lights" — 2:14
7. "Blue Chicago Moon" — 6:49